# Parcs i jardins de Badalona

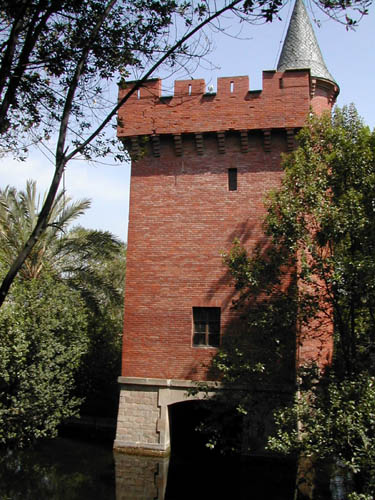
Castell de Ca l'Arnús.

Els parcs i jardins de Badalona sumen un total d'unes 96,5 hectàrees de verd urbà (de les quals 19,7 són parcs), i compten amb més de 25.000 arbres conformant l'arbrat viari.
Són destacables els jardins històrics de Can Solei i Ca l'Arnús, al barri de Casagemes, que des de 2003 són considerats una unitat. En els darrers anys s'ha consolidat com un espai musical, on es fan concerts durant les Festes de Maig, però també durant el cicle de jazz de la ciutat.
Els principals parcs de la ciutat són: Montigalà, Turó d'en Caritg, G4, G5, Gran Sol, Nova Lloreda, Torrents i Lladó, Can Barriga, Can Solei i Ca l'Arnús, La Bòbila, Mediterrània, Nelson Mandela, Riera de Canyadó i Muntanyetes.

## Can Solei i Ca l'Arnús

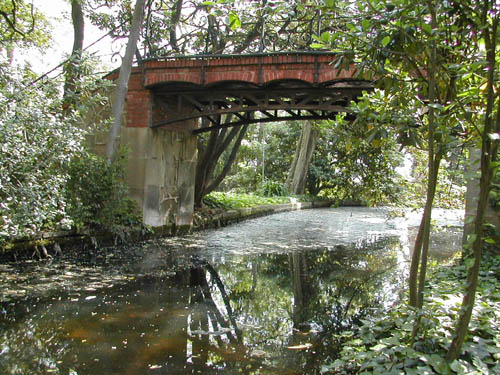
Pont a la part de Ca l'Arnús.

El parc ocupa una àrea d'unes 11 ha, de les quals 3 pertanyen al parc de Can Solei i 8 al parc de Ca l'Arnús.
L'origen de les finques de Can Solei es remunta a 1565 en el mas Solei, una antiga finca agrícola. No va ser fins a la segona meitat del segle xix, el 1851, quan Evarist Arnús i de Ferrer va adquirir una part de l'antic mas Solei. Des d'aquell moment i fins a 1936 les finques van quedar separades. Durant la guerra civil (1936-1939) van ser confiscades i obertes a la ciutadania. Un cop finalitzada la guerra, la finca es va retornar als seus antics propietaris.
El 1977 Can Solei va passar definitivament a ser patrimoni de la ciutat i Ca l'Arnús ho faria posteriorment. Ambdues finques quedarien unides en parc públic l'any 2003. El conjunt històric i paisatgístic és únic a la ciutat de Badalona, tant per les seves edificacions singulars, com per l'extraordinària riquesa vegetal i faunística. També compta amb elements de jardins romàntics, tals com un llac navegable, fonts, estàtues, una glorieta. Destaca la torre del Rellotge, al costat de la casa de convidats, que conté una estació meteorològica.

## Turó d'en Caritg
Aquest parc compta amb 6,1 ha de superfície, la primera fase es va inaugurar l'any 1990 i la tercera i última el 1999. Està dins dels límits del barri de Sistrells molt proper al Grup Verge de la Salut. És un parc d'estil forestal, aglutinant un gran nombre d'espècies mediterrànies. Té la particularitat d'estar en un turó que està totalment dins del nucli urbà. En aquest parc trobem pins, alzines, oms, freixes, pals roses, branquiquitonos, palmeres i arbustos com romer, marfulls (Viburnum tinus), llentiscles, ginestes, Cotoneaster, heures i les estepes. En l'última fase es va implantar el mateix tipus de plantes i s'ha construït un amfiteatre, amb talussos de gespa, un passeig pavimentat i una font tipus guèiser. Tot això als peus del turó d'en Caritg, en el que s'anomena la Plaça del Centenari. Aquest parc és conegut popularment des de fa molts anys com Els Canons doncs antigament allotjava en la seva part de major altitud peces d'artilleria per repel·lir els setges que rebia la ciutat des del mar.

## Montigalà

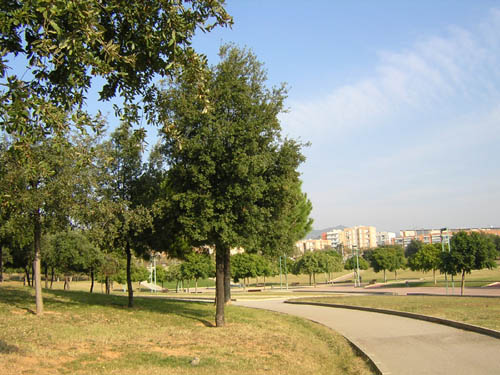
Parc de Montigalà.

Amb una superfície de 8,1 ha i inaugurat el 1991 amb motiu dels Jocs de Barcelona, pertany al barri de Montigalà. El tronc central del parc està dissenyat com a parc semiforestal, amb pendents suaus de gespa segat i acompanyat per una vegetació mediterrània d'alzines i pins i rematat per camins pavimentats. Si s'entra per l'avinguda Puigfred trobem un ampli camí flanquejat per arbres i gespa.

## G4
Es va inaugurar el 1994, i compta amb 6 ha; encara que pertany al barri de Montigalà, està a mig camí del barri de Bufalà. Projectat com a parc forestal, està entapissat amb herba i compta amb camins pavimentats.

## G5
Parc situat al barri de Montigalà inaugurat el 2003. Té 4,20 ha de superfície, constituint a més una continuació del parc de Montigalà. D'estil paisatgístic de caràcter autòcton, arbustiva i al seu torn s'incorpora la vegetació espontània del lloc. El sòl és de sauló, llambordes de junta oberta, entapissat de gespa i praderia. El parc inclou en alguns punts circulació rodada i d'altres espais només admeten vianants i bicicletes.

## Gran Sol

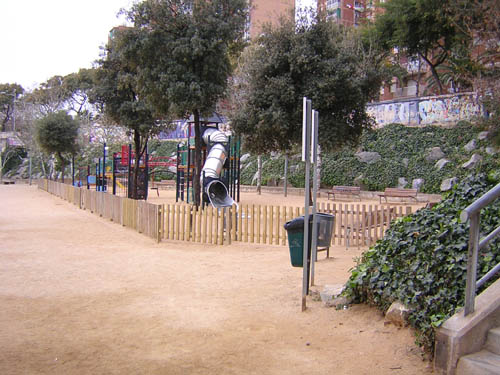
Parc del Gran Sol.

Es tracta d'un parc urbà d'ús veïnal que està dintre d'un sector d'habitatges d'alta densitat, entre l'avinguda del Doctor Bassols, el carrer Àsia, el carrer de Joan Valera i l'avinguda d'Àfrica. De vegetació senzilla, és un parc de superfície dura, amb vegetació bàsicament arbòria i arbustiva. Es troben pins, pollancres, acàcies del Japó, alzines i xiprers. S'uneix a un passeig pavimentat de plataners i palmeres. Disposa d'un amfiteatre que permet acollir festes populars, mítings i celebracions lúdiques. Es va inaugurar el 1985 i ocupa 1,8 ha.

## Nova Lloreda
Parc en què abunden els arbres frondosos i les plantes arbustives amb la finalitat de donar al vianant un espai d'oci, en el qual gaudir d'espais d'ombra, passeig o lectura, a més d'esport. El sòl és de terra amb sorra. El parc es divideix en tres nivells, ja que està lleugerament inclinat, tot això amb un passeig en el seu perímetre. Es va inaugurar el 1982, després d'anys de protestes veïnals que reclamaven una adequació d'un terreny abandonat que havia estat utilitzat incívicament com abocador. Va ser una de les primeres zones verdes creades en democràcia. Compta amb 1,5 ha de superfície.

## Torrents i Lladó
Parc de caràcter veïnal situat al barri de Bufalà inaugurat el 1999 en què predominen arbres mediterranis. És de petites dimensions (0,81 ha). Diverses peces de gespa harmonitzen amb la zona pavimentada juntament amb diverses tanques arbustives.

## Can Barriga

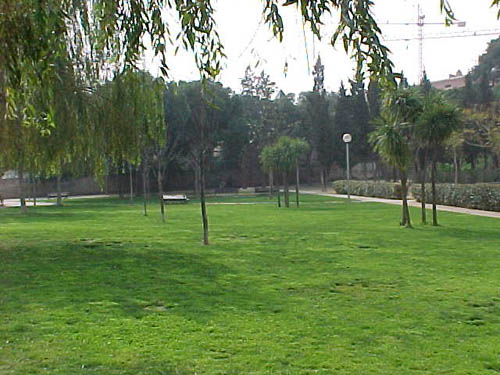
Parc de Can Barriga.

Inaugurat el 1993, se situa al barri de Bufalà. És un petit parc enjardinat a dos nivells, amb arbres, arbustos i gespa. Els arbres d'origen mediterrani comparteixen l'espai amb arbres més exòtics. Aquesta zona es va construir sobre part dels terrenys que ocupava l'antiga finca de Can Barriga.

## La Bòbila
El parc de la Bòbila és al barri de La Morera però dona servei també a Bufalà. Té una superfície total d'unes 3,5 ha. Ocupa una riera avui en dia canalitzada, la qual divideix el parc en dues parts.

## Mediterrània
Situat al barri de Les Guixeres, fou inaugurat el 2004, però culminat el 2010, Construït sobre un antic abocador, s'hi realitzà un treball de condicionament a través de la reforestació i les millores en drenatges. Ocupa 35 ha, amb diverses àrees de descans que també serveixen com a miradors per observar el mar i part de la costa del Maresme fins a Barcelona. Malgrat ser el parc més gran de Badalona, és també el menys conegut.

## Nelson Mandela
Inaugurat el 2007, té una superfície d'1,3 ha. Està situat al barri de Montigalà. És una esplanada completament plana amb diversos arbres com pins, alzines i roures. També té zona de jocs i una zona verda amb un camí fet amb travesses de fusta en diagonal vorejat de pollancres.

## Riera Canyadó
Parc situat a sobre del tram baix de la riera homònima, discorre entre la B-20 i la N-II. Fou inaugurat l'any 2000, compta amb una extensió de 2ha i obtingué diversos premis pel seu projecte i realització. Connecta en la seva part baixa amb el parc de Can Solei i Ca l'Arnús. Està constituït en diferents terrasses i paviments, destacant els murs de gabions, amb una vegetació que vol recordar el camí d'una riera.

## Muntanyetes
Parc situat al barri de Lloreda amb 3,4 ha d'extensió, que té com a tret més característic uns turonets artificials on hi ha els jocs infantils. Realitzat en dues fases, fou finalment acabat l'any 2003.

## Galeria de fotos

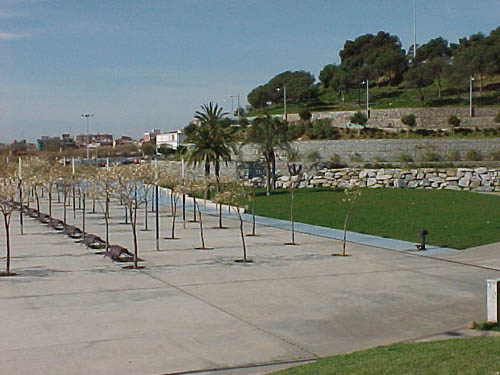
Plaça del Centenari al turó d'en Caritg.
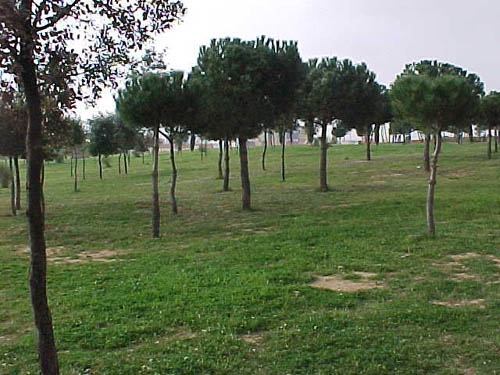
Parc del G4.
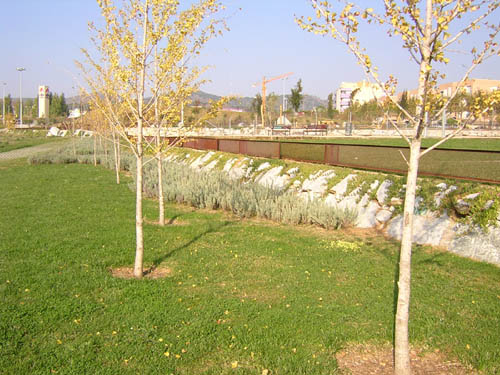
Parc del G5.
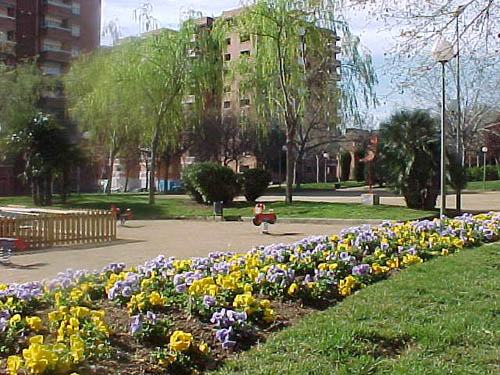
Parc de Nova Lloreda.
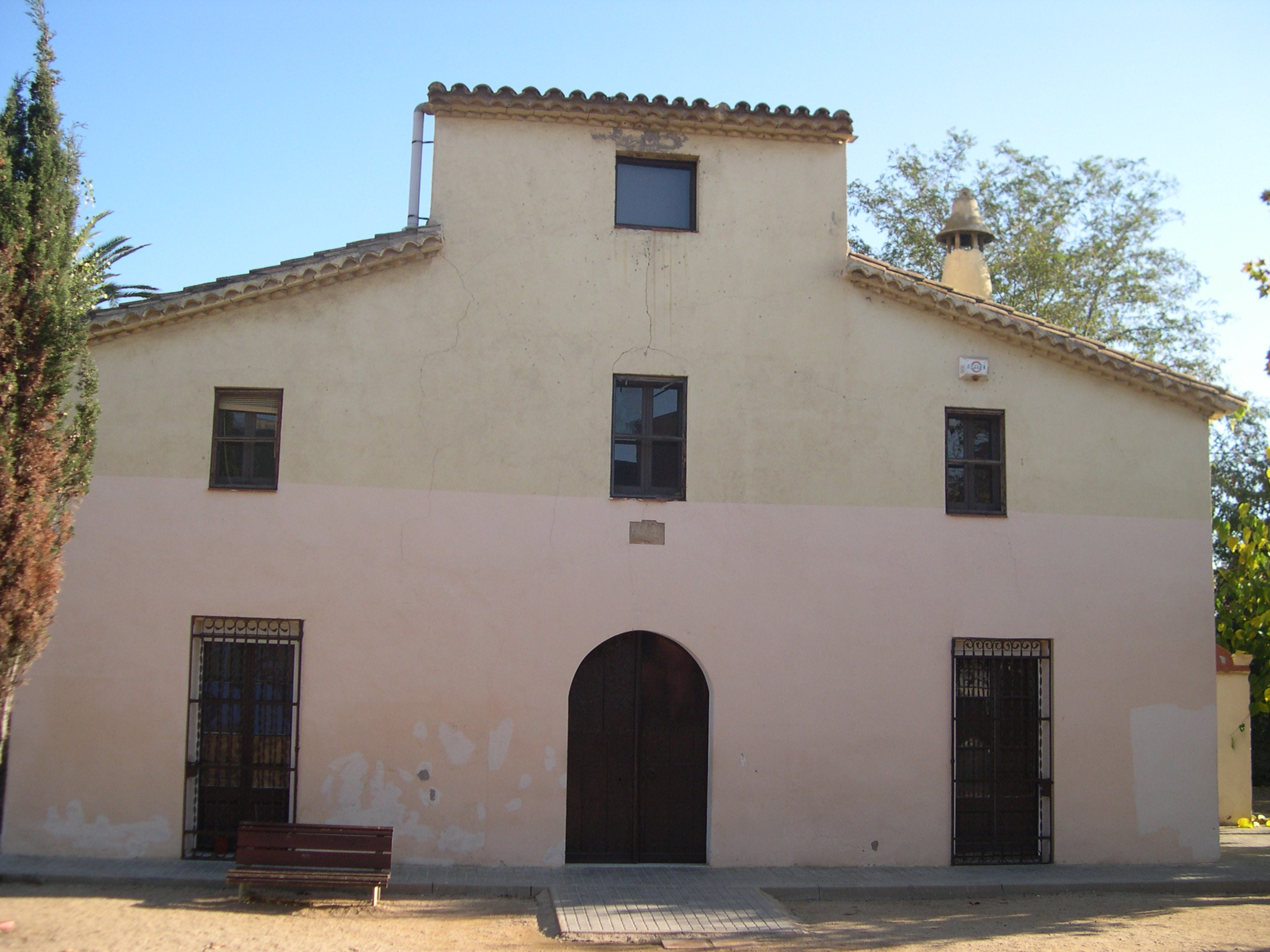
Masia de Can Barriga.
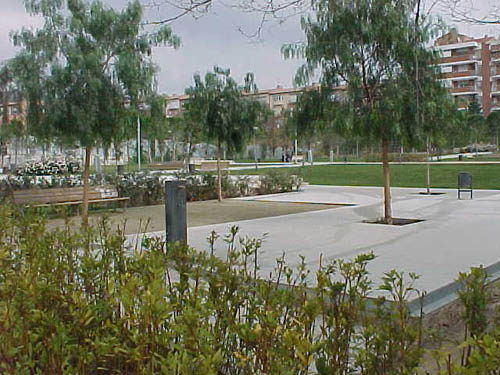
Parc de Torrents i Lladó.